# Kungsholmens brandstation

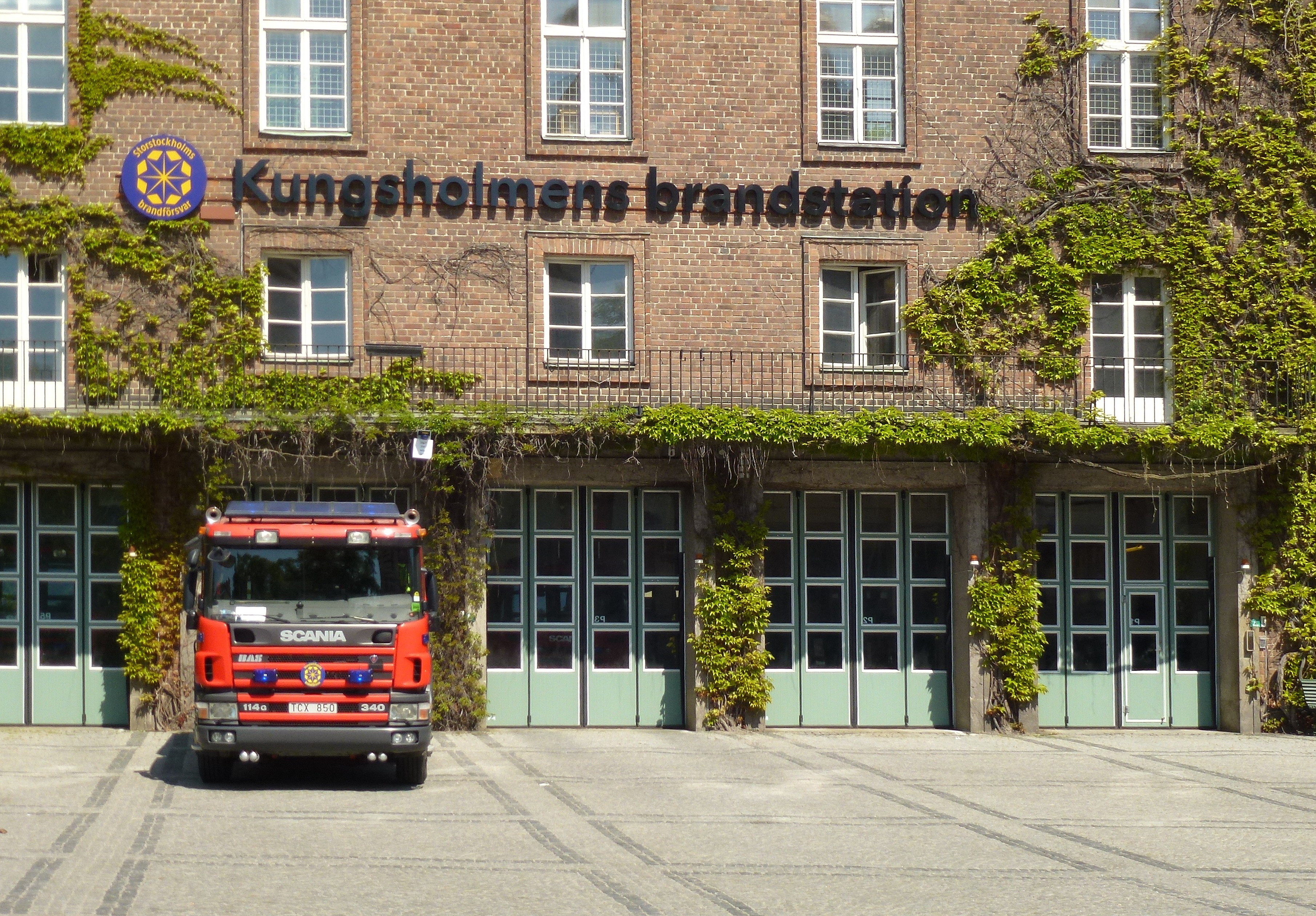
Kungsholmens brandstation, vy från Hantverkargatan, 2012.

Kungsholmens brandstation, invigd den 17 januari 1931, är belägen vid Kronobergsgatan 2 vid Hantverkargatan på Kungsholmen i Stockholm. Kungsholmens brandstation är en av fyra brandstationer i Stockholms innerstad, de tre andra är Johannes brandstation, Katarina brandstation och Östermalms brandstation. Vaktdistriktet sträcker sig från Bromma i väst till Tegelbacken i öst, och från Hornstulls strand i söder till Odenplan i norr. Till Kungsholmsstationen är räddningsdykare förlagda, vilka kan få uppdrag även utanför innerstaden över hela Stockholms län.

## Bakgrund

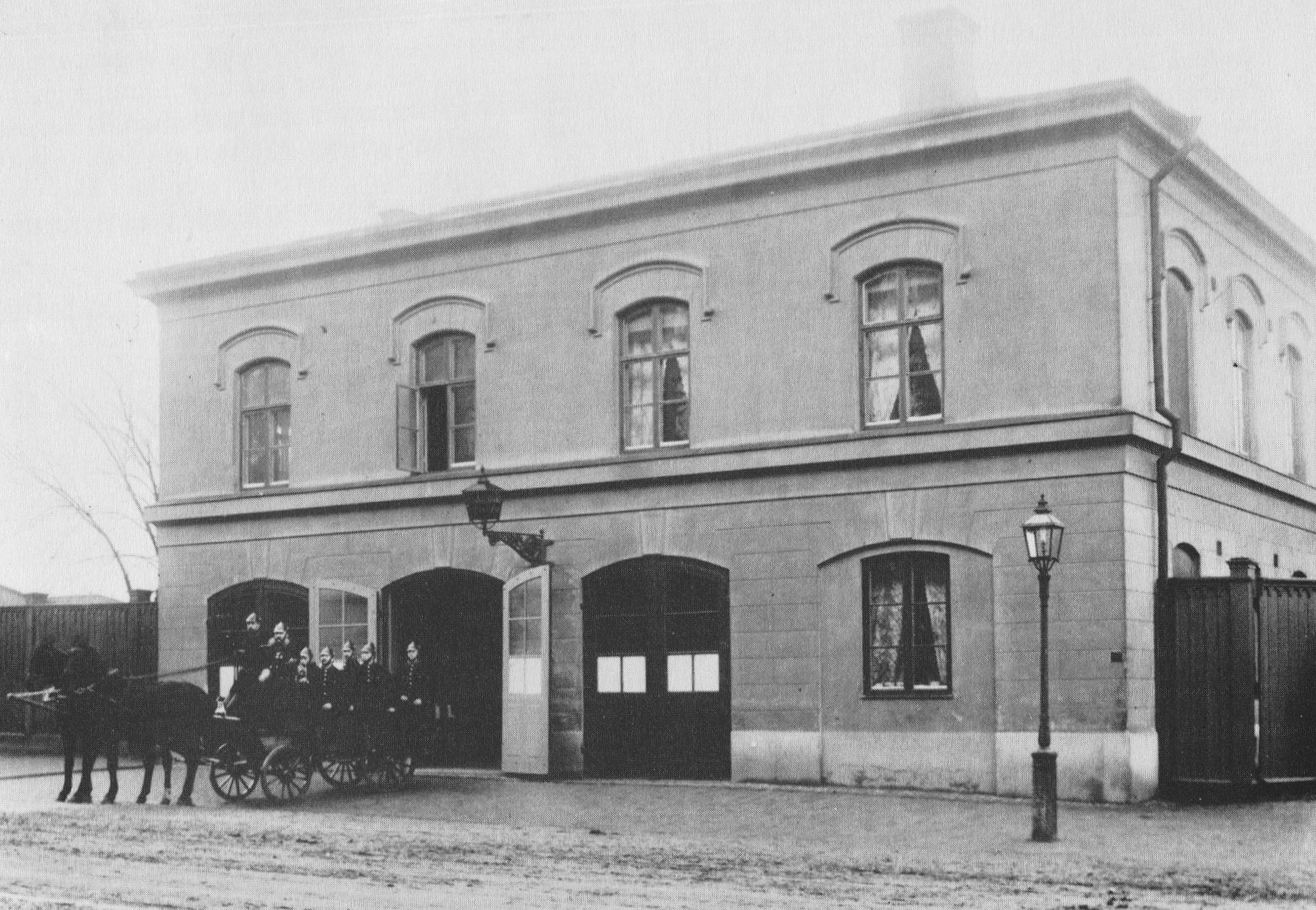
Brandstation 1910, Fleminggatan 24.

År 1875 utkom en ny brandordning för Stockholms stad, som för första gången fick en yrkesbrandkår, föregångaren till dagens Storstockholms brandförsvar.  Där bestämdes följande: "För elds dämpande under vanliga förhållanden och räddningsarbetes verkställande skall finnas en särskild, på militärisk fot ordnad, under befäl ställd och för ändamålet övad kår av minst hundra man förutom befäl och underbefäl". 
Dessutom bestämdes att Stockholm skulle ha sju brandstationer, varav två huvudstationer, en på Norrmalm (Johannes brandstation, invigd 1878) och en på Södermalm (Katarina brandstation, invigd 1876) samt fem understationer eller vaktstationer, som låg på Södermalm (Maria brand- och polisstation), på Östermalm (Östermalms brandstation), på Kungsholmen (Kungsholmens brandstation), på Djurgården (Djurgårdens brandstation) och i Gamla stan inrättades 1876 Rådstugans brandstation i Bondeska palatset.

## Brandstationen

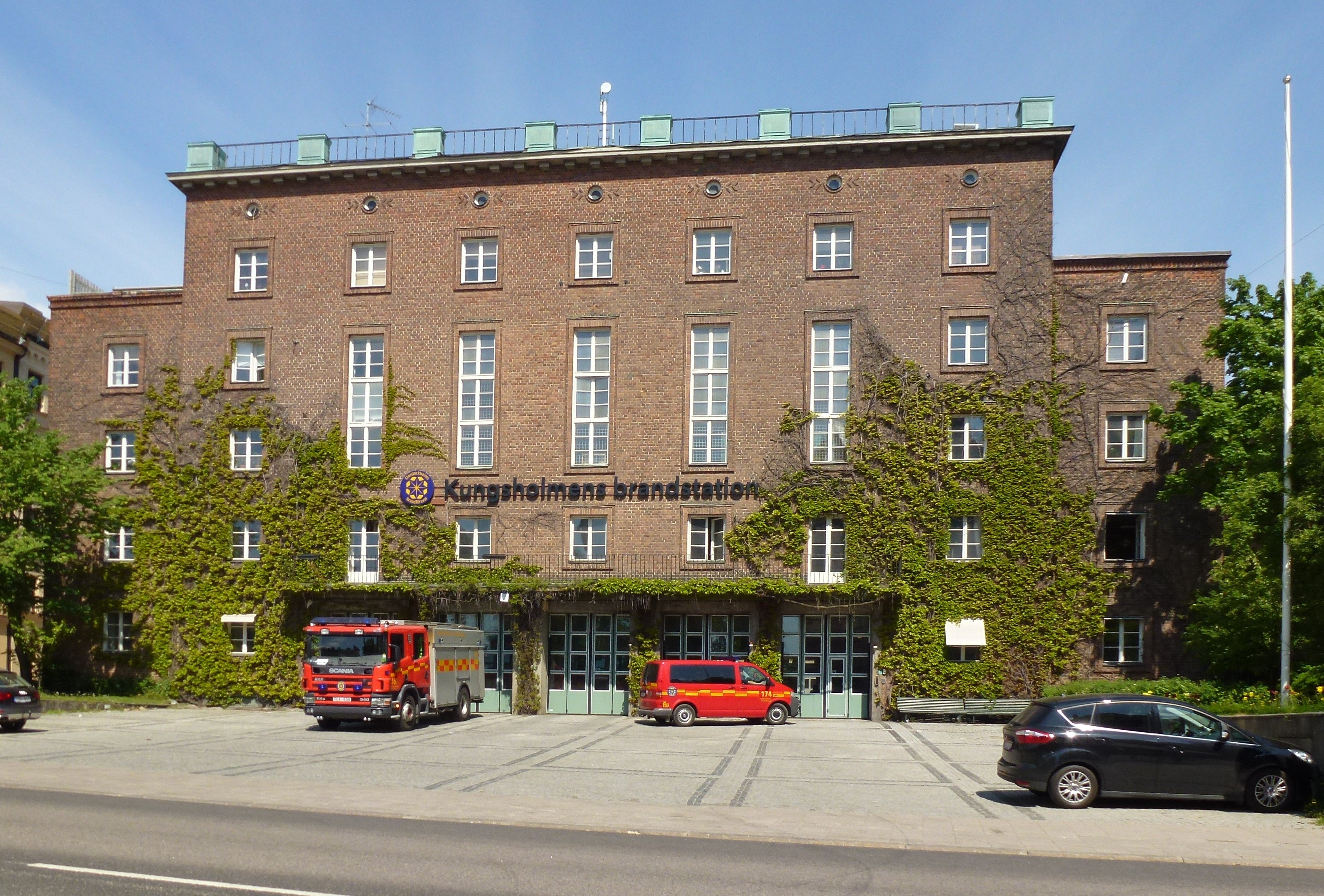
Brandstation 2012, Hantverkargatan.

Den första brandstationen på Kungsholmen låg vid Parmmätargatan 9 där det inrättades 1879 lokaler för brandkår och polis. År 1893 flyttade man till ett nybyggt hus vid Fleminggatan 24. Här placerades även två hästar. År 1911 fick man elektriskt larm och 1913 ett övningstorn. 1915 förfogade man över en mobilmotorspruta.
Sedan Bromma inkorporerades i Stockholms stad fick stationen på Kungsholmen överta ansvar för Bromma. Där hade man visserligen Ulvsunda brandstation sedan 1919, men den ansågs vara svagt bemannad. Stationen vid Fleminggatan blev för liten och en ny station planerades längre västerut. Den 11 augusti 1929 påbörjades arbetet efter ritningar av arkitekt Gustaf Laurelius, och med finansiering från Stockholms stads Brandförsäkringskontor. Byggnaden fick en kraftfull tegelarkitektur i 1920-talsklassicism. Stationen invigdes den 17 januari 1931, samtidigt avvecklades den gamla stationen vid Fleminggatan. Laurelius ritade även den snarlika Östermalms brandstation vid Artillerigatan 69 som invigdes fyra år tidigare.

## Ledningscentralen ”Krokusen”

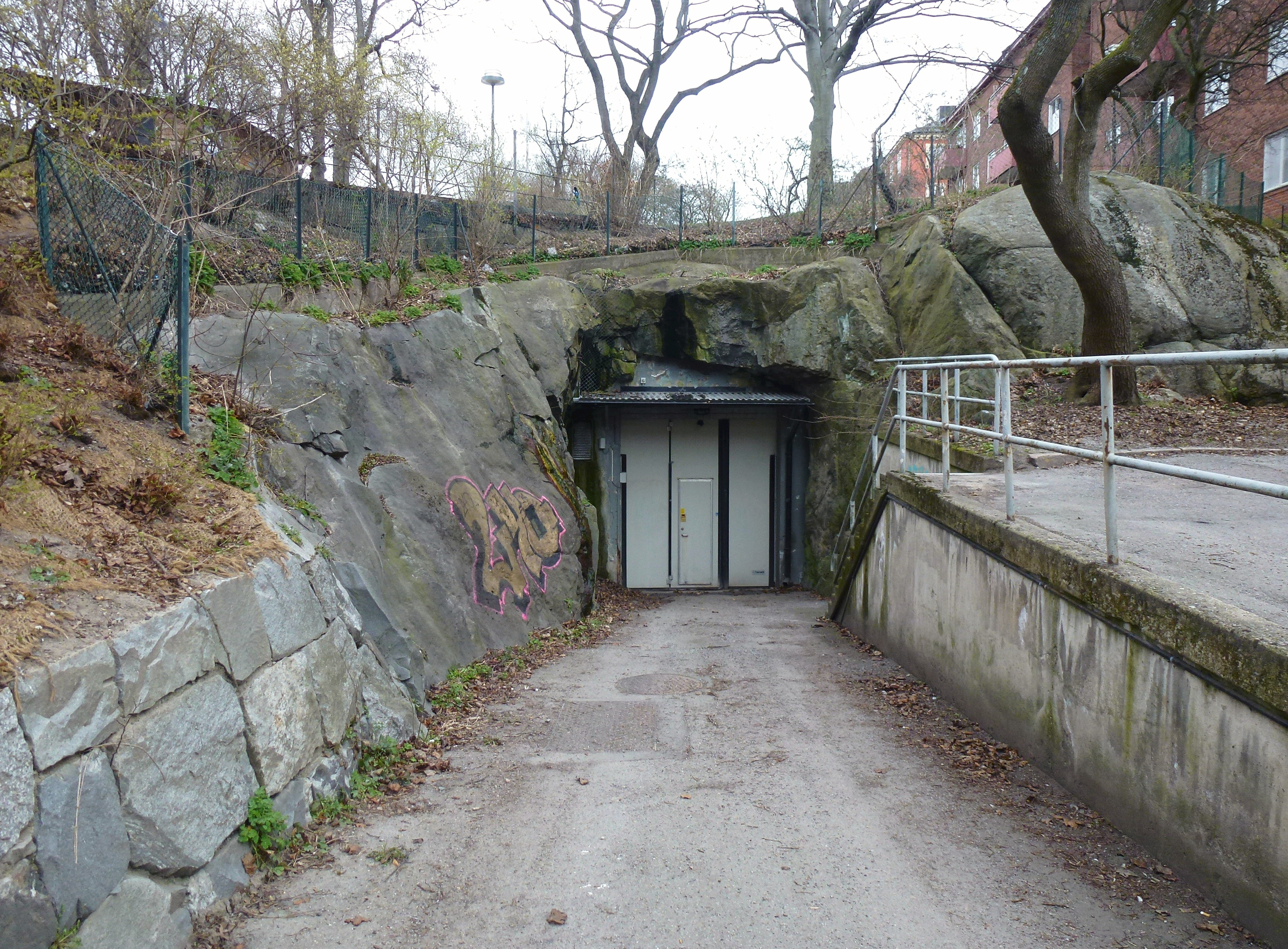
Infart från Kronobergsgatan, 2014.

Norr om brandstationen, insprängt i berget under Kronobergsparken ligger en av Stockholms tidigare så kallade Framskjutna enheter (FE), som uppkallades efter växtnamn. I Stockholms kommun fanns bland annat Pionen på Södermalm, Nässlan i Midsommarkransen, Liljan i Bromma, Hästhoven nära Värtaverket i Värtan, Maskrosen på Östermalm och Krokusen i anslutning till Kungsholmens brandstation. Alla dessa anläggningar byggdes under andra världskriget efter samma princip: en skyddsrumsdel för personalen och en fordonsdel för uppställning av insatsfordon. 
Under 1970-talet moderniserades anläggningen och på 1990-talet avvecklades samtliga civila ledningsplatser. Krokusen nyttjas numera som förråd för Kungsholmens brandstation. Infarten till bergrummet sker från Kronobergsgatan och i Kronobergsparken finns fortfarande en liten betongbyggnad med pyramidformat tak som är nödutrymningsvägen, intill står en mast för radiokommunikation.

## Samverkanscentralen
I samband med att samverkanscentralen vid Lindhagensgatan projekterades av kommunen i början av 2010-talet, skulle även Kungsholmens brandstation flyttas dit. Projektet lades ned efter ifrågasättanden av bland andra personalen och Myndigheten för samhällsskydd och beredskap. Hösten 2019 beslutades att brandstationen ska renoveras, först kortsiktigt och sedan på längre sikt.